# Manuön

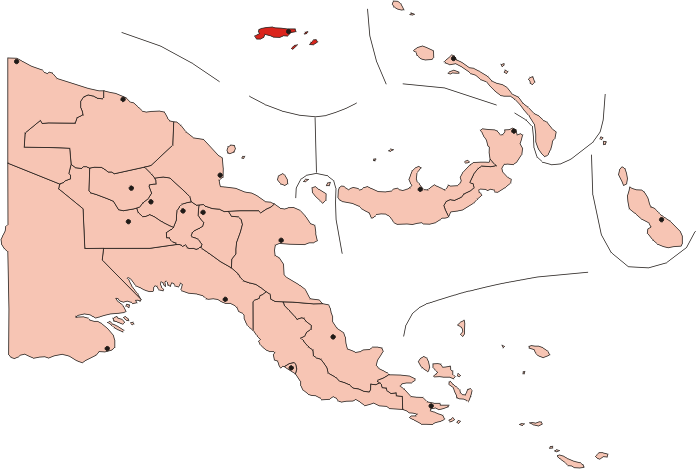
Lägeskarta

Manu (tidigare Allison Island och Malus) är en ö i Bismarckarkipelagen som tillhör Papua Nya Guinea i västra Stilla havet.

## Geografi
Manu-ön utgör en del av Manusprovinsen och ligger cirka 900 km nordväst om Port Moresby och ca 400 km väster om huvudön Manus bland de Västra Öarna i Bismarckarkipelagen. Dess geografiska koordinater är 1°19′ S och 143°37′ Ö.
Ön är en liten korallö och har en area om endast någon km². Den högsta höjden är på några få m ö.h.

## Historia
Ön har troligen bebotts av melanesier sedan cirka 1500 f.Kr. Den upptäcktes tillsammans med Wuvulu och Aua 1545 av spanske kaptenen Yñigo Ortiz de Retez. Brittiske kapten W.N. Allison på fartyget "Fei Lung" återupptäckte ön 1886.
Området hamnade 1885 under tysk överhöghet och införlivades 1899 i området Tyska Nya Guinea och förvaltades av handelsbolaget Neuguinea-Kompagnie.
Under första världskriget erövrades området 1914 av Australien som senare även fick officiellt förvaltningsmandat för hela Bismarckarkipelagen av Förenta Nationerna.
1942 till 1944 ockuperades området av Japan men återgick 1949 till australiskt förvaltningsmandat tills Papua Nya Guinea blev självständigt 1975.